# Aubiac (Lot-et-Garonne)
Aubiac ist eine französische Gemeinde mit 1.177 Einwohnern (Stand: 1. Januar 2022) im Département Lot-et-Garonne in der Region Nouvelle-Aquitaine (vor 2016: Aquitanien). Die Gemeinde gehört zum Arrondissement Agen und zum Kanton L’Ouest Agenais. Die Einwohner werden Aubiacais genannt.

## Geografie
Aubiac liegt etwa acht Kilometer südwestlich von Agen in der Bruilhois. Umgeben wird Aubiac von den Nachbargemeinden Roquefort im Norden und Nordwesten, Estillac im Norden, Moirax im Osten und Nordosten sowie Laplume im Süden und Westen.

## Bevölkerungsentwicklung
| 1962                       | 1968 | 1975 | 1982 | 1990 | 1999 | 2006 | 2018 |
| -------------------------- | ---- | ---- | ---- | ---- | ---- | ---- | ---- |
| 352                        | 366  | 468  | 680  | 826  | 904  | 979  | 1135 |
| Quellen: Cassini und INSEE |      |      |      |      |      |      |      |

## Sehenswürdigkeiten

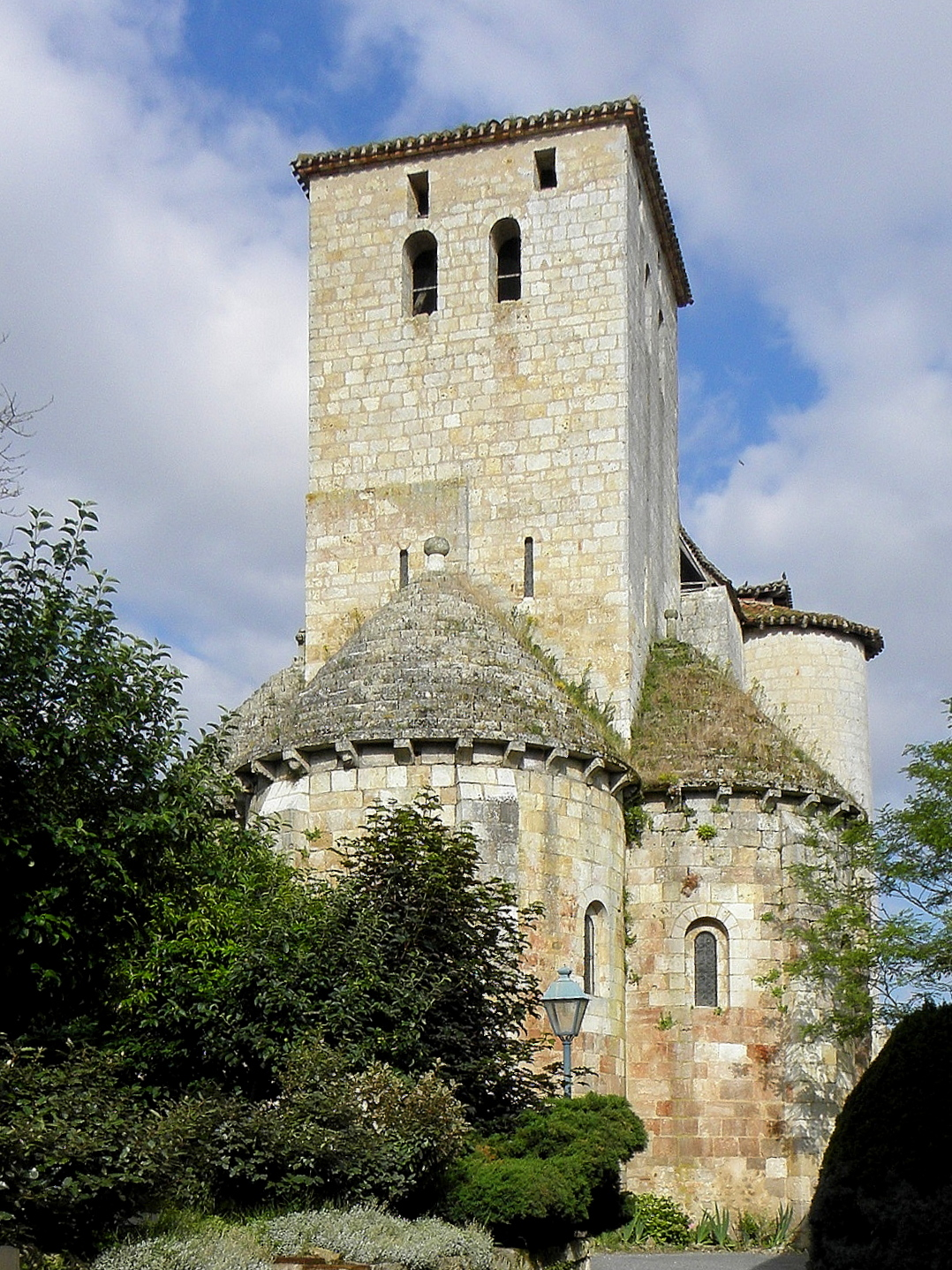
Kirche Sainte-Marie

- Kirche Sainte-Marie, ursprünglich aus dem 9. Jahrhundert, heutiger Bau aus dem 12. Jahrhundert
- Schloss aus dem 14. Jahrhundert